# Медиен кит
Медийният кит представлява папка, която съдържа информационни материали, предназначени за средствата за масова информация. Медийният кит се разпространява на презентации, пресконференции, изложби и на други места, където присъстват журналисти, представители на бизнеса и структурите на властта. Медийният кит е предназначен за всички печатни средства за масова информация, радио, телевизия, интернет.
Съдържание на медиен кит
- Покана
- Дипляна / брошура / листовка
- Бекграунд
- Прес релийз
- Визитна картичка

## Нюз кит
Нюз китът е медиен кит с подчертано новинарска насоченост. От вътрешната страна на папката има специални джобове, предназначени за материали. От външната страна на джобовете се поставя визитка на лицето, представляващо организацията на пресконференцията. Във вътрешната част на нюз кита могат да се поставят логото на стопанските организации, които оказват спонсорство и логата на средствата за масова информация, оказващи информационна подкрепа.
Когато има организации, които произвеждат различни стоки, се помества не само собственото им лого, но и търговската марка.
Съдържание на нюз кит
Като цяло, съдържанието на нюз кита зависи от целта и от това пред кого ще послужи. Въпреки това, има основен минимум от документи:
- Писмо със списък на всички документи, включени в папката
- Нюз релийз, който е бил изпратен с поканата за мероприятието
- Нюз релийз, който съдържа по-подробна информация по темата на провежданото мероприятие (той е предназначен за журналистите, който ще готвят по-обемна информация)
- Биографична справка за участващите в провеждането на мероприятието
- Текст на изказването на всички представители на организациите, участващи в провежданото мероприятие,
- Бекграунд и/или факт лист
- Брошури и листовки, тематично свързани с мероприятието
- Текстове за статии, предварително подготвени за публикации от отдел „Връзки с обществеността“
- Снимки, графики, таблици
- Визитни картички на представителите на организацията, присъстващи на мероприятието
- Реклама на организацията
- Подаръци с логото на организацията